# 朱旗
朱旗（？—），男，汉族，中华人民共和国政治人物。现任上海朵云轩集团有限公司总经理。第十四届全国政协委员。